# Chris Eubank
Christopher Livingstone Eubank (Londen, 8 augustus 1966) is een voormalig Brits bokser in het middengewicht. Hij won de WBO-titel in het middengewicht en het super-middengewicht. Hij was een goede bokser, maar kreeg ook bekendheid vanwege zijn charismatische persoonlijkheid.

## Begin van zijn leven
Eubank werd geboren in Londen, maar bracht zijn kindertijd door in Jamaica. Op zijn 6e keerde hij terug naar Engeland en ging naar een kostschool. Hij werd meerdere malen van school gestuurd en ging op zijn 16e bij zijn moeder wonen in de Verenigde Staten. In de VS begon hij met boksen en werd op 19-jarige leeftijd profbokser.

## Profcarrière

### Begin carrière
Op 3 oktober 1985 maakte Eubank zijn debuut als prof in Amerika. Hij versloeg Tim Brown op punten. Na 2 jaar als vechter in Amerika, keerde hij terug naar Engeland. Hij vocht maar liefst vijftienmaal in 2 jaar tijd en werd bekend bij het grote publiek. In Engeland is begin jaren 90 het middengewicht de meest populaire klasse,vanwege talenten als Eubank, Michael Watson en Nigel Benn. Op 22 september 1990 schreef Eubank geschiedenis door de Braziliaan Reginaldo Dos Santos in 20 seconden knock-out te slaan. Terwijl zijn tegenstander op de grond lag, poseerde Eubank voor de camera's.

### Wereldtitel
Op 18 november 1990 wint Chris Eubank zijn eerste wereldtitel. Hij verslaat zijn landgenoot Nigel Benn op TKO in de 9e ronde en wint de WBO Middengewicht titel. Deze titel zal hij hierna driemaal met succes verdedigen voordat hij overstapt naar het super-middengewicht.

### Michael Watson vs Chris Eubank I
Op 22 juni 1991 stonden Chris Eubank en Michael Watson voor de 1e keer tegenover elkaar in een boksring. Het gevecht werd een bijzonder spannend en boeiend gevecht. De meningen over de uitslag waren verdeeld, maar de Jury wees Chris Eubank aan als winnaar. Niet lang na de wedstrijd wordt bekendgemaakt dat er 3 maanden later een rematch zal plaatsvinden.

### Michael Watson vs Chris Eubank II
Op 21 september 1991 is White Hart Lane uitverkocht voor de rematch tussen Watson en Eubank. Het werd een spetterend gevecht. In de 11e ronde incasseerden beide boksers een knock-down. In de laatste ronde stopte de scheidsrechter de wedstrijd, omdat Watson aangeslagen is. Eubank wint de WBO super-middengewicht titel. Niet veel later zakt Watson in elkaar en verliest zijn bewustzijn. Helaas is er niet direct een dokter beschikbaar. Het duurt bijna 10 minuten voordat er medische steun is. Ook moet er nog een ambulance worden opgeroepen. Na dit voorval zijn de regels van het boksen aangescherpt en is er altijd een dokter ringside en staat er een ambulance paraat.

### Verdedigen van de wereldtitel en rematch tegen Nigel Benn
Na zijn gevecht tegen Michael Watson verdedigde Eubank zijn titel veertienmaal met succes in 3 jaar tijd. Hij vecht tweemaal tegen de Engelsman Ray Close. Hun eerste gevecht eindigt onbeslist een jaar later wint hij op punten. Op 9 oktober 1993 vindt de rematch plaats tussen Eubank en Nigel Benn. Het gevecht eindigt uiteindelijk onbeslist.

### Steve Collins
Op 18  maart 1995 verdedigde Eubank zijn titel tegen de Ier Steve Collins. Na een gevecht waarbij beide boksers eenmaal naar het canvas gaan won Steve Collins unaniem op punten. Het is de eerste nederlaag van Eubank in 44 gevechten. Op 9 september 1995 vindt de rematch plaats tussen Eubank en Collins. Wederom wint Collins op punten.

### Einde carrière
Enkele maanden later kondigt Eubank aan te stoppen als profbokser. Een jaar later staat hij echter weer in de ring. Op 11 oktober 1997 kreeg Eubank wederom kans op een wereldtitel. Hij verloor echter op punten van landgenoot Joe Calzaghe. Eubank stapt over naar het cruisergewicht en vocht hierna tweemaal tegen de Engelsman Carl Thompson. Hij verliest beide partijen en stopt met boksen.

## Persoonlijk
Chris Eubank is tweemaal getrouwd en is de vader van 4 kinderen. Zijn oudste zoon Chris Eubank Jr. is een succesvol profbokser. Naast bokser is Chris Eubank in Engeland een bekende tv-persoonlijkheid. Hij is altijd gekleed in een maatpak en stond op de cover van Esquire. Hij speelde in meerdere reclames voor onder andere McDonald's en Nescafé. Hij was mede-presentator van Top of the Pops, nam deel aan 'Big Brother, The Celebrity Edition' in Engeland en had een eigen radioprogramma genaamd 'Eubank's People'. In 2009 werd Chris Eubank failliet verklaard. Hij is op dit moment de coach van zijn zoon Chris Eubank Jr.